# Tataouine Nord
Tataouine Nord est une délégation tunisienne dépendant du gouvernorat de Tataouine.
En 2004, elle compte 54 362 habitants dont 26 252 hommes et 28 110 femmes répartis dans 9 127 ménages et 11 859 logements.